# Kerstin Birde
Barbro Kerstin Elisabeth Birde, född Steneström 15 september 1948  i Lund, är en svensk skådespelare och regissör.

## Biografi
Birde är dotter till Seth Magnus Ingvar Steneström och hans hustru Ingrid Elisabet, född Nilsson. Hon började sin karriär i Teater Proteus. Senare har hon varit verksam vid bland annat Malmö stadsteater och Helsingborgs stadsteater.
Hon var gift med Nils Birde från 1971 fram till hans död 2015. Tillsammans har de två barn, Paula Birde och musikern David Birde.

## Filmografi
| År   | Roll       | Produktion                    | Noter    |
| ---- | ---------- | ----------------------------- | -------- |
| 1979 | Britt      | Rädsla                        | Tv-serie |
| 1981 | Martina    | Kung Jöns                     | Tv-film  |
| 1986 | Journalist | Hurvamorden                   | Tv-film  |
| 1987 | Charlotte  | La rumba                      |          |
| 1991 | Elisabeth  | Rosenholm                     | Tv-serie |
| 1991 | Curator    | Amforans gåta                 | Tv-serie |
| 1999 | Gunvor     | Lukas 8:18                    | Tv-serie |
| 2000 | Byråkrat   | Ronny & Julia                 | Tv-serie |
| 2001 | Alice      | Anderssons älskarinna         | Tv-serie |
| 2002 | Mormor     | Tinke                         |          |
| 2002 |            | Lilla grisen flyger           | Kortfilm |
| 2005 | Luckdam    | Wallander – Den svaga punkten |          |

## Teater

### Roller
| År   | Roll                  | Produktion | Regi             | Teater                   |
| ---- | --------------------- | --- | ---------------- | ------------------------ |
| 1969 |                       | Backanterna (Βάκχαι, Bakchai) Euripides                                                                          | Ulf Gran         | Teater Proteus           |
| 1969 |                       | George Dandin, eller Den konfunderade äkta mannen (George Dandin ou le Mari confondu) Molière                    | Ulf Gran         | Teater Proteus           |
| 1972 | Baronessan Agnès      | En skön juvel (Turcaret ou le Financier) Alain-René Lesage                                                       | Ulf Gran         | Teater Proteus           |
| 1974 | Charlotte             | Den unge Werthers nya lidanden (Die neuen Leiden des jungen W.) Ulrich Plenzdorf                                 | Ulf Gran         | Teater Proteus           |
| 1976 | Victoria Benedictsson | Victoria Ulf Gran                                                                                                | Ulf Gran         | Teater Proteus           |
| 1976 | Bondhustrun           | Den godmodige djävulen (Der gemütliche Teufel, oder Die Geschichte vom Bauer und von der Bäuerin) Johann Nestroy | Ulf Gran         | Teater Proteus           |
| 1976 | Berättaren            | Historien om en soldat (L'histoire du soldat) Igor Stravinskij och C.F. Ramuz                                    | Ulf Gran         | Teater Proteus           |
| 1976 |                       | Nalle Puh (Winnie-the-Pooh) A.A. Milne                                                                           | Ulf Gran         | Teater Proteus           |
| 1977 | Caroline Mathilde     | Mannen som likna en kung (Struensee var her) Sven Holm                                                           | Ulf Gran         | Teater Proteus           |
| 1978 |                       | Harvey Mary Chase                                                                                                | Anders Bäckström | Malmö stadsteater        |
| 1978 |                       | Det går an Carl Jonas Love Almqvist                                                                              | Eva Sköld        | Malmö stadsteater        |
| 1979 |                       | Efter Magritte (After Magritte) Tom Stoppard                                                                     | Andris Blekte    | Malmö stadsteater        |
| 1979 |                       | Det är väl mitt liv? (Whose Life Is It Anyway?) Brian Clark                                                      | Torsten Sjöholm  | Malmö stadsteater        |
| 1979 |                       | Klubbat! (Ten Times Table) Alan Ayckbourn                                                                        | Eva Sköld        | Malmö stadsteater        |
| 1980 |                       | Omaka par (The Odd Couple) Neil Simon                                                                            | Egon Larsson     | Malmö stadsteater        |
| 1980 |                       | Som ni behagar (As you Like it) William Shakespeare                                                              | Torsten Sjöholm  | Malmö stadsteater        |
| 1981 | Inèz Serrano          | Stängda dörrar (Huis clos) Jean-Paul Sartre                                                                      | Folke Sundquist  | Malmö stadsteater        |
| 1981 |                       | Blodsbröllop (Bodas de Sangre) Federico García Lorca                                                             | Eva Sköld        | Malmö stadsteater        |
| 1982 | Donna Olympia         | Don Ranudo de Colibrados Ludvig Holberg                                                                          | Ulf Gran         | Mercuriusteatern         |
| 1983 |                       | Raoul Eric Åkerlund                                                                                              | Håkan Englund    | Malmö stadsteater        |
| 1983 |                       | Talismanen (Der Talisman) Johann Nestroy                                                                         | Ulf Gran         | Mercuriusteatern         |
| 1984 |                       | Doktorn klipper till (Tailleur pour dames) Georges Feydeau                                                       | Andris Blekte    | Malmö stadsteater        |
| 1984 |                       | Har ni sett Butlern? (Pass the Butler) Eric Idle                                                                 | Lennart Olsson   | Malmö stadsteater        |
| 1985 |                       | Det var en lördag afton (Torch Song Trilogy) Harvey Fierstein                                                    | Ronnie Hallgren  | Malmö stadsteater        |
| 1985 |                       | Top Girls Caryl Churchill                                                                                        |                  | Malmö stadsteater        |
| 1986 |                       | Vägen till Mecka (The Road to Mecca) Athol Fugard                                                                | Eva Sköld        | Malmö stadsteater        |
| 1986 |                       | Fröken Julie August Strindberg                                                                                   |                  | Malmö stadsteater        |
| 1988 |                       | Det enda rätta (The Real Thing) Tom Stoppard                                                                     | Arne Strömgren   | Malmö stadsteater        |
| 1989 |                       | Trettondagsafton (Twelfth Night, or What You Will) William Shakespeare                                           | Otomar Krejča    | Malmö stadsteater        |
| 1989 |                       | Hjältekonungens dotter Ingegerd Monthan                                                                          | Eva Sköld        | Malmö stadsteater        |
| 1990 |                       | Don Juan eller Stengästen (Dom Juan ou Le Festin de pierre) Molière                                              | Eva Sköld        | Malmö stadsteater        |
| 1991 | Carlotta              | Och ge oss skuggorna Lars Norén                                                                                  | Hans Polster     | Helsingborgs stadsteater |
| 1992 | Nell                  | Slutspel (Fin de partie) Samuel Beckett                                                                          | Bo Rehnberg      | Lundagruppen             |

### Regi
| År   | Produktion                                    | Upphovsmän                                         | Teater                   |
| ---- | --------------------------------------------- | -------------------------------------------------- | ------------------------ |
| 1980 | Käraste bröder                                | Gun Ek                                             | Malmö stadsteater        |
| 1982 | Våldtagen Extremities                         | William Mastrosimone Översättning Gudrun Kjellberg | Malmö stadsteater        |
| 1984 | Kärleksbarn Caged birds                       | Lynda La Plante Översättning Kerstin Birde         | Malmö stadsteater        |
| 1986 | En natt i februari                            | Staffan Göthe                                      | Malmö stadsteater        |
| 1987 | Farliga förbindelser Les Liaisons Dangereuses | Christopher Hampton Översättning Gun R Bengtsson   | Malmö stadsteater        |
| 1990 | Ett inferno - en monolog för fyra röster      | August Strindberg                                  | Malmö stadsteater        |
| 1992 | Isbjörnarna                                   | Jonas Gardell                                      | Helsingborgs stadsteater |
| 1993 | Pelikanen                                     | August Strindberg                                  | Helsingborgs stadsteater |